# Alfa Romeo 158 Alfetta
Alfa Romeo 158 Alfetta är en formelbil, tillverkad av den italienska biltillverkaren Alfa Romeo mellan 1938 och 1940. Den uppdaterade Alfa Romeo 159 Alfetta tillverkades 1951.

## Bakgrund
När de tyska silverpilarna härskade oinskränkt över trettiotalets Grand Prix-racing, föreslog Enzo Ferrari att Alfa skulle satsa sina resurser på den mindre Voiturette-klassen istället. Konstruktionsarbetet startade våren 1937. Eftersom Vittorio Jano var upptagen med de större bilarna, stod Gioacchino Colombo för huvuddelen av arbetet.

## 158
Alfettan hade en rak åtta med dubbla överliggande kamaxlar, försedd med Roots-kompressor. Motorn var till stora delar byggd av magnesium och vägde endast 165 kg. Effekten angavs till 190 hk.
När bilen återvände till racerbanorna 1946 hade effekten ökat till 254 hk. Ett år senare hade effekten passerat 300 hk och till den första formel 1-säsongen 1950 tog Alfa ut 350 hk.

## 159

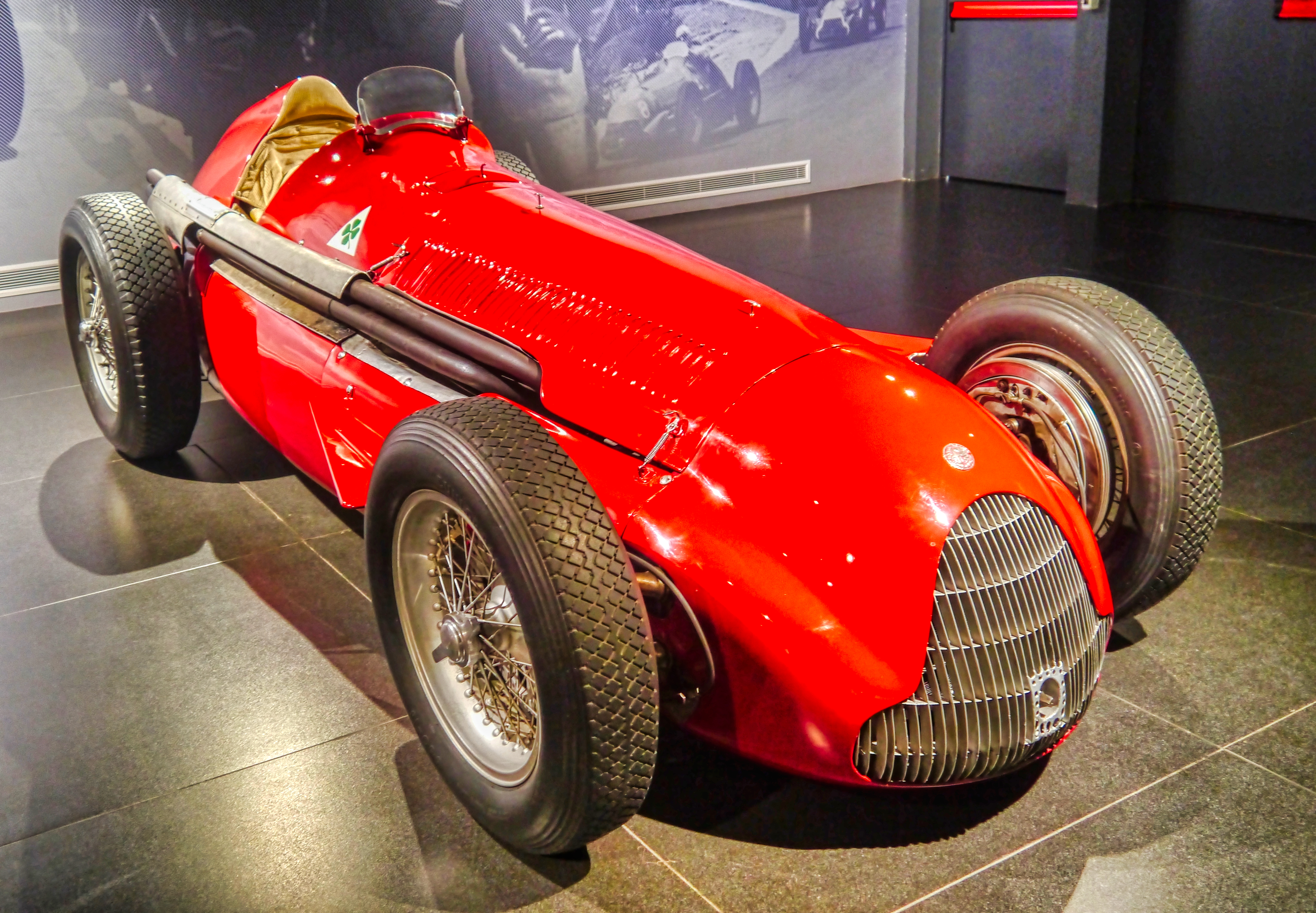
Alfa Romeo 159 Alfetta

Till 1951 presenterade Alfa den vidareutvecklade 159:an. Bilen hade fått ett nytt, starkare chassi med ny bakaxel och bättre bromsar, starkare motor och modifierad växellåda.

## Tekniska data
| Tekniska data           | 158                                                                   | 158 F1                                                                | 159                                                                   |
| ----------------------- | --------------------------------------------------------------------- | --------------------------------------------------------------------- | --------------------------------------------------------------------- |
| Motor:                  | Frontmonterad 8-cylindrig radmotor                                    | Frontmonterad 8-cylindrig radmotor                                    | Frontmonterad 8-cylindrig radmotor                                    |
| Cylindervolym:          | 1479 cm³                                                              | 1479 cm³                                                              | 1479 cm³                                                              |
| Borrning x slaglängd:   | 58 x 70 mm                                                            | 58 x 70 mm                                                            | 58 x 70 mm                                                            |
| Max effekt vid varvtal: | 190 hk vid 6 500 v/min                                                | 350 hk vid 8 500 v/min                                                | 425 hk vid 9 300 v/min                                                |
| Ventilstyrning:         | 2 överliggande kamaxlar, 2 ventiler per cylinder                      | 2 överliggande kamaxlar, 2 ventiler per cylinder                      | 2 överliggande kamaxlar, 2 ventiler per cylinder                      |
| Överladdning:           | Roots-kompressor                                                      | Roots-kompressor                                                      | 2 Roots-kompressorer                                                  |
| Växellåda:              | 4-växlad manuell, transaxel                                           | 4-växlad manuell, transaxel                                           | 4-växlad manuell, transaxel                                           |
| Hjulupphängning fram:   | Dubbla längslänkar, tvärliggande bladfjädrar, hydrauliska stötdämpare | Dubbla längslänkar, tvärliggande bladfjädrar, hydrauliska stötdämpare | Dubbla längslänkar, tvärliggande bladfjädrar, hydrauliska stötdämpare |
| Hjulupphängning bak:    | Pendelaxel                                                            | Pendelaxel                                                            | De Dion-axel                                                          |
| Fjädring bak:           | Tvärliggande bladfjädrar, hydrauliska stötdämpare                     | Tvärliggande bladfjädrar, hydrauliska stötdämpare                     | Tvärliggande bladfjädrar, hydrauliska stötdämpare                     |
| Bromsar:                | Hydrauliska trumbromsar                                               | Hydrauliska trumbromsar                                               | Hydrauliska trumbromsar                                               |
| Hjulbas:                | 250 cm                                                                | 250 cm                                                                | 250 cm                                                                |
| Torrvikt:               | Ca 700 kg                                                             | Ca 700 kg                                                             | Ca 700 kg                                                             |

## Tävlingsresultat

### Grand prix-tävlingar före 1950
Alfa Romeo återupplivade sitt fabriksstall Alfa Corse till 1938. Alfettan tog en dubbelseger redan vid sitt debutlopp i Livorno i augusti samma år genom Emilio Villoresi och Clemente Biondetti. Villoresi tog ytterligare en seger under säsongen.
Säsongen 1939 tog Nino Farina två segrar och Biondetti en. Året därpå vann Farina Tripolis Grand Prix, den sista segern innan andra världskriget satte stopp för tävlandet även i Italien. 
Under kriget ställdes bilarna undan vid Monzabanan. Legenden säger att när tyskarna ockuperade norra Italien, gömdes bilarna på en ostfabrik i närheten.
Säsongen 1946 återupptog Alfa Corse tävlandet. Med förare som Farina, Achille Varzi och Carlo Felice Trossi dominerade man efterkrigstidens Grand Prix-tävlingar. Men på kort tid under 1948 och 1949 förlorade Alfa Corse tre av sina bästa förare och man drog sig ur tävlandet.

### F1-säsongen 1950
Till den första formel 1-säsongen 1950 var Alfa Romeo tillbaka igen, återigen med Alfettan som vapen. Förarna Nino Farina, Juan Manuel Fangio och Luigi Fagioli dominerade totalt. Farina och Fangio vann tre lopp var, av sju möjliga. Farina blev F1-sportens förste världsmästare, med Fangio och Fagioli på andra respektive tredje plats.

### F1-säsongen 1951
Säsongen 1951 tävlade Alfa Romeo med den uppdaterade 159:an. Fangio vann tre lopp och Farina ett. Vid säsongens slut stod Fangio som världsmästare, med Farina på fjärde plats.

### F1-säsongen 1952
Säsongen 1952 ändrades reglementet så att världsmästerskapet kördes med formel 2-bilar. Alfa Romeo saknade resurser att ta fram en ny bil och drog sig därför tillbaka från högsta klassen. Det tog nästan trettio år innan man var tillbaka i F1 igen säsongen 1979.